# Гідравлічна турбіна

Поворотно-лопатева гідротурбіна B (гідротурбіна Каплана) з гідрогенератором A у розрізі: 1-Статор; 2-Ротор; 3-Напрямний апарат ; 4-Лопаті робочого колеса турбіни; 5-Потік води; 6-Вал робочого колеса та генератора

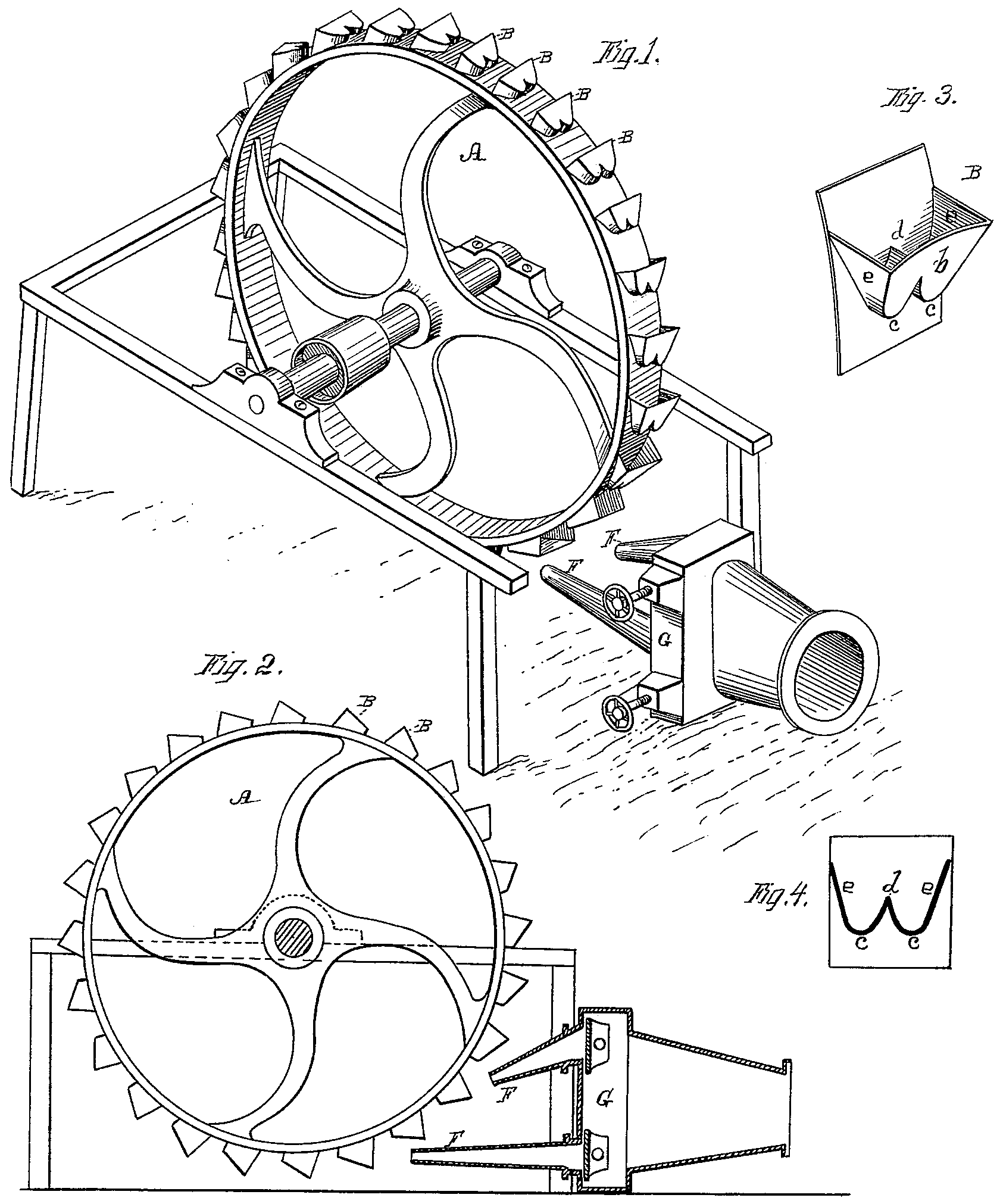
Ковшева турбіна конструкції Пелтона (зображення за патентом від жовтня 1880) року

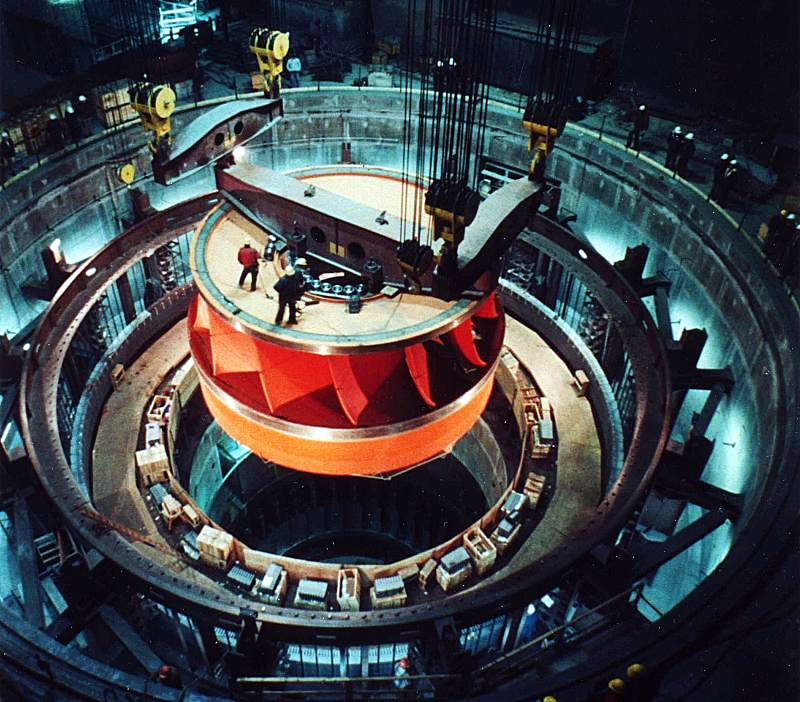
Робоче колесо радіально-осьової турбіни потужністю 750 МВт, що встановлена на греблі Гранд-Кулі (Grand Coulee Dam), (США)

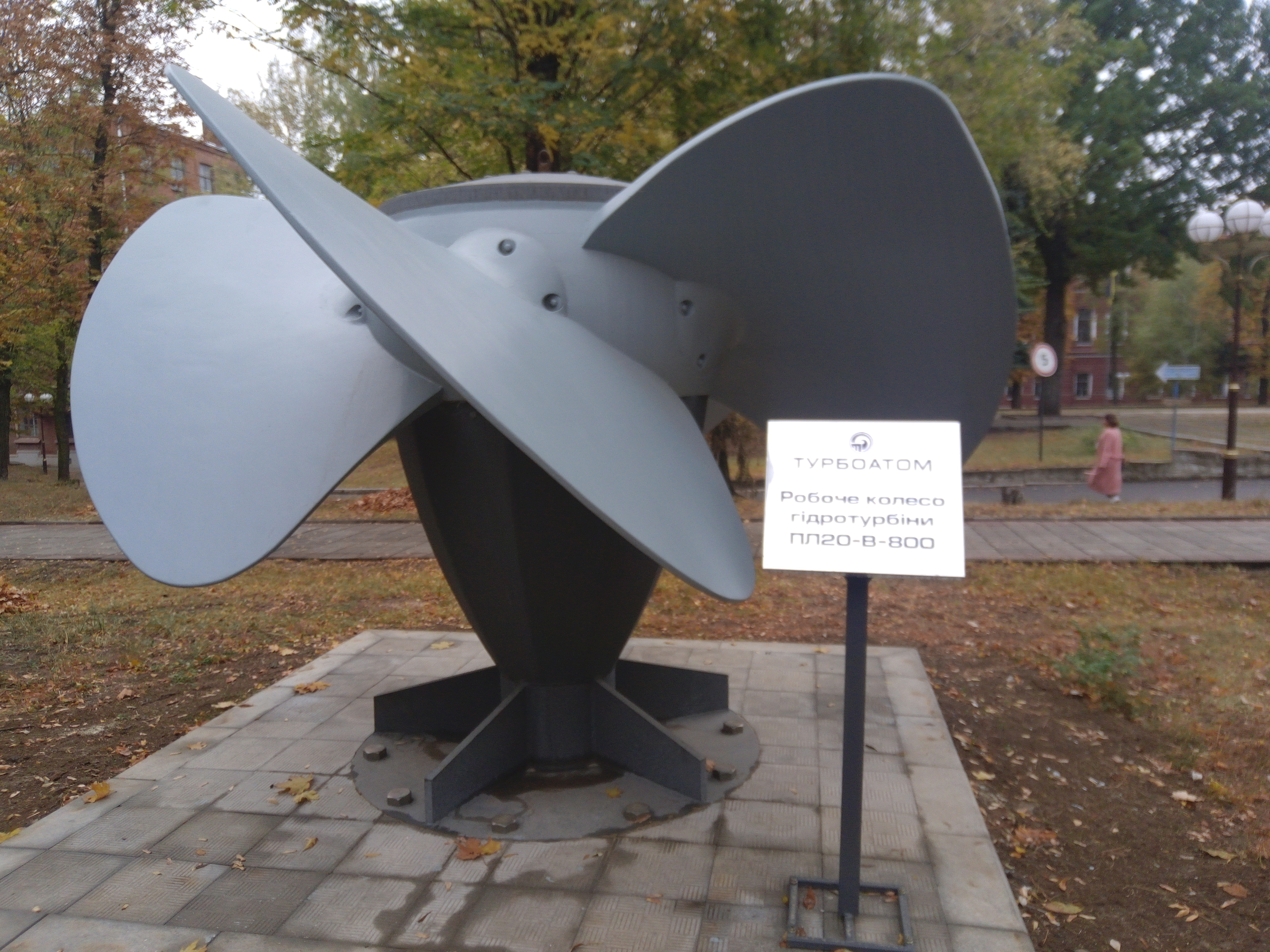
Робоче колесо гідротурбіни, (Турбоатом, Україна)

Гідравлі́чна турбі́на (гідротурбі́на) (англ. hydraulic turbine) або водяна́ турбі́на (англ. water turbine) — лопатева машина (турбіна), що безперервно перетворює енергію руху води на механічну енергію обертання вала. Основне застосування гідротурбіни знайшли на гідроелектростанціях.

## Будова
Основними робочими органами гідротурбіни є нерухоме сопло чи напрямний апарат, яким водяний потік спрямовується на робоче колесо турбіни, і саме обертове робоче колесо, на лопатях якого перетворюється енергія цього потоку в енергію обертового руху вала колеса та гідрогенератора.

## Класифікація
За принципом дії гідротурбіни поділяють на:
- активні турбіни (вільноструменеві) — гідравлічні турбіни, в яких використовується кінетична енергія потоку;
- реактивні турбіни (напірноструменеві) — гідравлічні турбіни, в яких використовується кінетична і потенціальна енергія потоку.

За розташуванням вала робочого колеса гідротурбіни поділяються на вертикальні, горизонтальні і похилі.

### Активні гідротурбіни
До найпоширеніших активних гідротурбін належать ковшеві турбіни (колесо Пелтона), робоче колесо яких являє собою диск, по обводу якого розміщено лопаті у вигляді подвійних ковшів. Напрямним апаратом (одним або кількома соплами) струмінь води під атмосферним тиском з великою швидкістю підводиться до ковшів і з малою швидкістю під тим самим тиском сходить з колеса. Витрату води, а отже, і потужність турбіни регулюють голкою, що її переміщує спеціальний привод.
Потужність ковшевих гідротурбін може досягати 250 МВт, діаметр робочого колеса буває в межах від 0,35 до 5,2 м; робочий напір (різниця між рівнями води перед входом у гідравлічну силову установку і за нею) 40…250 (невеликі турбіни) і 300…1700 м (великі турбіни).

### Реактивні гідротурбіни
Реактивні гідротурбіни за напрямом руху води в робочому колесі (відносно його осі обертання) поділяють на осьові (поворотно-лопатеві або турбіни Каплана, пропелерні) і неосьові (радіально-осьові або турбіни Френсіса, діагональні).
Основними елементами проточної частини реактивної гідротурбіни є: турбінна (спіральна) камера, що забезпечує рівномірне надходження води по всьому контуру напрямного апарата; напрямний апарат з профільованими лопатками, що регулює витрату води (вона виходить з апарата під тиском, вищим за атмосферний); робоче колесо (з поворотними або нерухомими лопатями), вал якого з'єднано з валом гідрогенератора; дифузорна відсмоктувальна труба, що зменшує швидкість води і тим самим дає змогу використовувати значну частину кінетичної енергії водяного потоку.
Потужність поворотно-лопатевих гідротурбін сягає до 250 МВт, діаметр робочого колеса 1,0…10,5 м, робочий напір 2…70 м; діагональних гідротурбін — відповідно до 350 МВт, 2,5…7,65 м, 40…120 м; радіально-осьових гідротурбін — до 800 МВт, 0,35…8,5 м, 2…200 (невеликі турбіни), 40…600 м (великі турбіни).
Коефіцієнт корисної дії найдосконаліших гідротурбін становить 0,94…0,95.